# Tektura

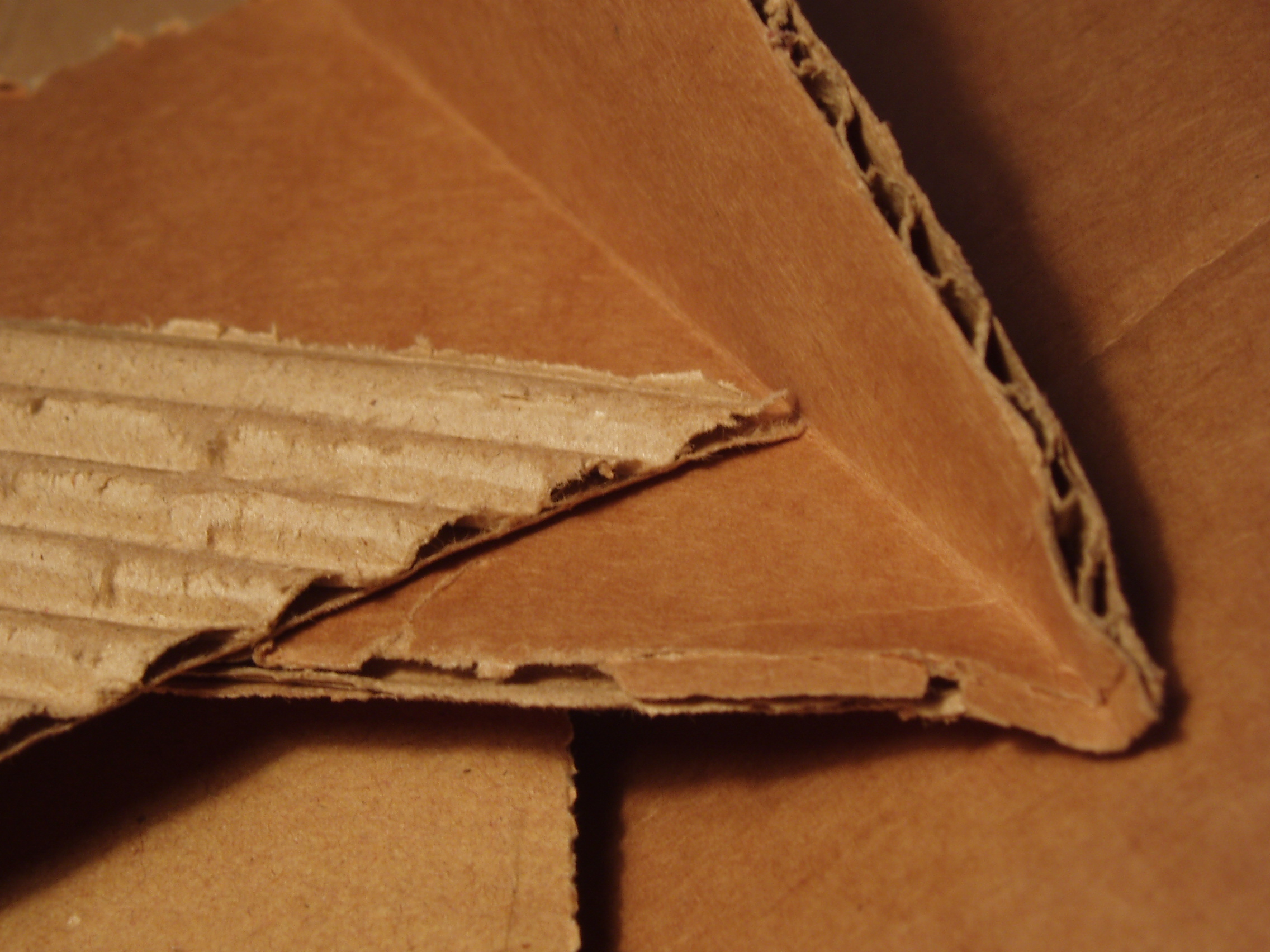
Tektura falista

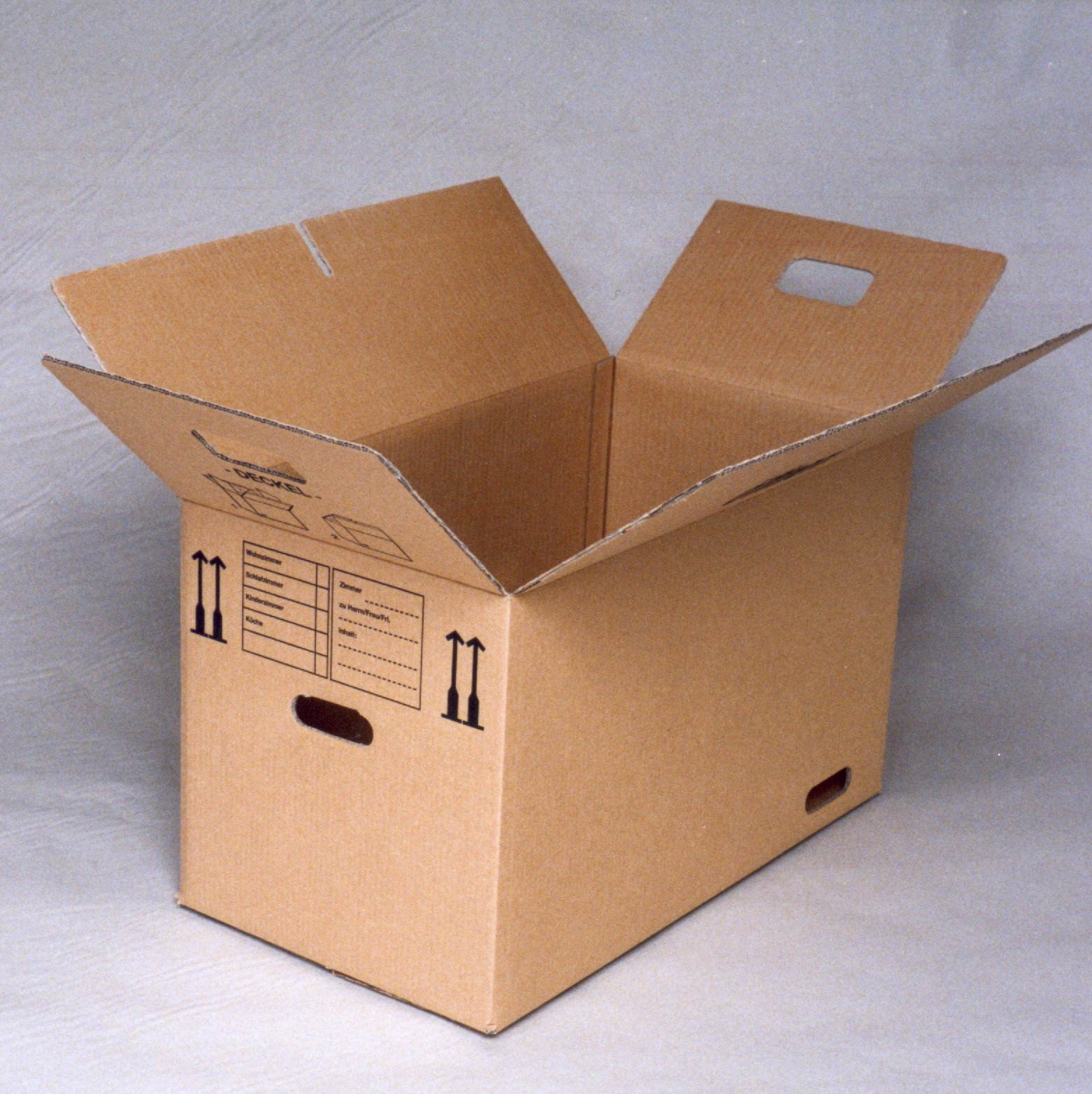
Pudełko wykonane z tektury falistej

Tektura – sztywny, stosunkowo gruby wytwór papierniczy stosowany głównie jako materiał opakowaniowy i introligatorski. 
Według ogólnego podziału wyrobów papierniczych zawartego w normie PN-P-50007:1987 tektura to sztywny wyrób papierniczy o gramaturze powyżej 315 g/m2 a wyroby o gramaturach między 160 i 315 g/m2 klasyfikowano jako kartony. Norma z 1992 r (PN-P-50000:1992) obniżyła definicyjną granicę gramatury tektury do 225 g/m2. Norma ta jednak została wycofana w 2012 i od tej pory nie ma normatywnej definicji tego pojęcia, prawdopodobnie dlatego, że przemysł papierniczy wprowadza na rynek wyroby o cechach użytkowych tektury o coraz mniejszych gramaturach i grubościach.

## Podział i struktura
Wg wycofanej normy z 1992 tektury ze względów strukturalnych dzielono na:
- jednowarstwowe
- wielowarstwowe, sklejane płasko
- faliste

a ze względu na zastosowanie na:
- introligatorskie
- opakowaniowe
- przemysłowe i techniczne.

Oprócz tego na rynku dostępna jest także tektura komórkowa, w której zamiast fali  występuje poprzeczna warstwa flutingu ukształtowanego w formę sześciokątnych lub rombowych celek. Jej produkcja jest bardziej czasochłonna od tektury falistej, ale znajduje ona zastosowania jako lekki materiał konstrukcyjny zastępujący tworzywa sztuczne i sklejkę w przemyśle meblarskim, lotniczym i innych.

### Tektura falista
Współcześnie olbrzymia większość wyrobów papierniczych, które producenci nazywają tekturą to tektura falista. Jej cechą definicyjną jest aby co najmniej jedna warstwa była przed sklejeniem z pozostałymi pofalowana w kierunku poprzecznym do kierunku produkcji i połączona z warstwami płaskimi tylko szczytami fal. Warstwa pofalowana w takiej strukturze rozkłada siły rozciągające i zgniatające na większą powierzchnię, dzięki czemu tektury faliste cechuje wielokrotnie większa wytrzymałość mechaniczna niżby to wynikało z sumy parametrów wytrzymałościowych zastosowanych warstw. 
Na rynku są współcześnie dostępne tektury sklejane z od 2 do 7 warstw.  Aby uzyskać najlepszy stosunek właściwości mechanicznych do masy zazwyczaj na warstwy płaskie stosuje się papiery o większej gramaturze,  sztywności i odporności na przebicie i  przepuklenie zwane linerami, a na warstwy falowane, zwane flutingami papiery o mniejszej gramaturze, mniejszej sztywności oraz możliwie jak najlepszym stosunku odporności na zrywanie do masy. Linery zewnętrzne cechuje bardziej chłonna powierzchnia dolna, potrzebna do sklejania ich z falą i mniej chłonna, często powlekana warstwa zewnętrzna. Flutingi muszą posiadać zbliżoną zdolność wchłaniania kleju z obu stron. 
Na właściwości mechaniczne tektur falistych, oprócz użytych materiałów kluczowe znaczenie ma liczba warstw pofalowanych oraz struktura i wzajemne zależności układów samych fal. Stosowane są fale o kształcie litery V, sinusoidalne oraz spłaszczone sinusoidalne.  Oprócz samego kształtu fale cechuje podziałka (przeciętna liczba fal na długości 1 m tektury), wysokość fali, oraz współczynnik pofalowania będący stosunkiem długości pierwotnej flutingu do finalnej długości tektury. W przemyśle stosuje się powszechnie literowe symbole fal odpowiadające następującym ich parametrom:
| Symbol | Podziałka [1/m] | wysokość [mm] | współczynnik pofalowania |
| ------ | --------------- | ------------- | ------------------------ |
| A      | 100             | 4-5           | 1,5                      |
| B      | 150             | 2-3           | 1,36                     |
| C      | 130             | 3-4           | 1,45                     |
| D      | 83-110          | 6,6           | 1,6                      |
| E      | 300             | 1-2           | 1,24                     |
| F      | 350             | 0,7-1,1       | 1,21                     |
| G      | 350             | 0,85-0,98     | 1,21                     |
| K      | 85              | >7            | 1,5                      |
| N      | 550             | 0,55-0,6      | 1,81                     |

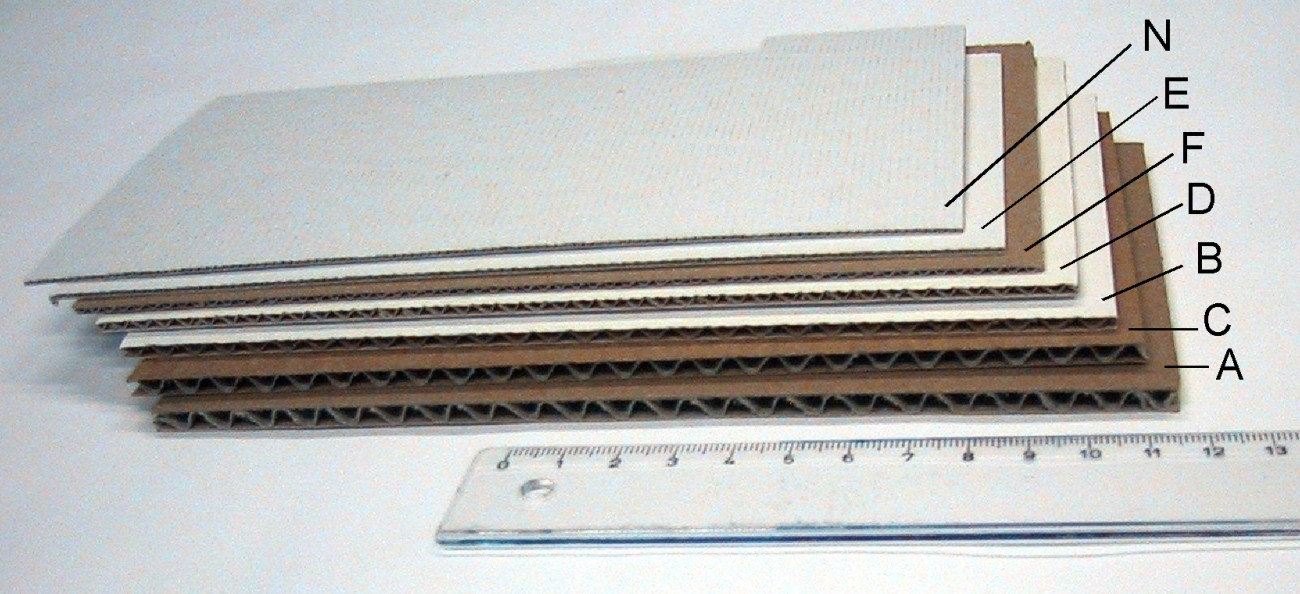
Rodzaje fal

Fale A,B,C są najczęściej spotykane w tekturach na duże pudła masowego zastosowania, fale E,F i G nazywane są minifalami i spotyka się je w cienkich tekturach na opakowania o mniejszych gabarytach lub jako ostatnią falę od strony zewnętrznej w 5- i 7-warstwowych tektura o podwyższonej wytrzymałości, fala N (zwana mikrofalą) jest najczęściej spotykana w tekturach introligatorskich, natomiast fale D i K, zwane wysokimi stosowane są w tekturach 5 i 7 warstwowych celem zmniejszenia ich masy. Oprócz tego na rynku dostępne są tektury faliste o specjalnych kształtach fal.

## Rynek tektury
Wyroby tekturowe współcześnie stanowią ponad 70% rynku wszystkich wyrobów papierniczych i wykazują największy wzrost spośród wszystkich sektorów tego przemysłu. Wartość sprzedaży tego segmentu rynku szacowana jest na od 134,7 do 176,1 miliarda USD (lata 2021-2022) rocznie i wzrost do 2030 w tempie od 3,1 do 7% rocznie. Głównymi siłami napędowymi rynku jest globalny rozwój sprzedaży detalicznej E-commerce, gotowej żywności na wynos oraz tendencji do zastępowania tworzyw sztucznych materiałami biodegradowalnymi